# Aphyssura dubia
Aphyssura dubia är en tvåvingeart som först beskrevs av Walker 1853.  Aphyssura dubia ingår i släktet Aphyssura och familjen spyflugor. Inga underarter finns listade i Catalogue of Life.